# Robsonella
Robsonella is een geslacht van inktvissen uit de familie van Octopodidae.

## Soorten
- Robsonella fontanianus (d'Orbigny, 1835)

### Synoniemen
- Robsonella australis (Hoyle, 1885) => Octopus australis Hoyle, 1885
- Robsonella fontaniana (d'Orbigny, 1835) => Robsonella fontanianus (d'Orbigny, 1835)
- Robsonella huttoni Benham, 1943 => Octopus huttoni (Benham, 1943)